# Biserica Sfântul Arhanghel Mihail din Corjeuți
Biserica Sfântul Arhanghel Mihail din Corjeuți este un lăcaș de cult creștin-ortodox și monument de arhitectură de importanță locală din satul Corjeuți, raionul Briceni (Republica Moldova), construit la sfârșitul  secolului al XIX-lea. 
Actualmente, se află în stare nesatisfăcătoare, și se efectuează lucrări de restaurare neautorizate în interior.